# Salade californienne
Pour les articles homonymes, voir Salade et Californie (homonymie).
La salade californienne est une recette de cuisine de salade composée sucrée-salée inspirée de la cuisine californienne en Californie aux États-Unis.

## Ingrédients
Cette recette est composée avec des ingrédients produits en Californie.  
Présenter harmonieusement :
- feuilles de salade
- pommes en cube
- tranches d'oignons
- tranches de tomate

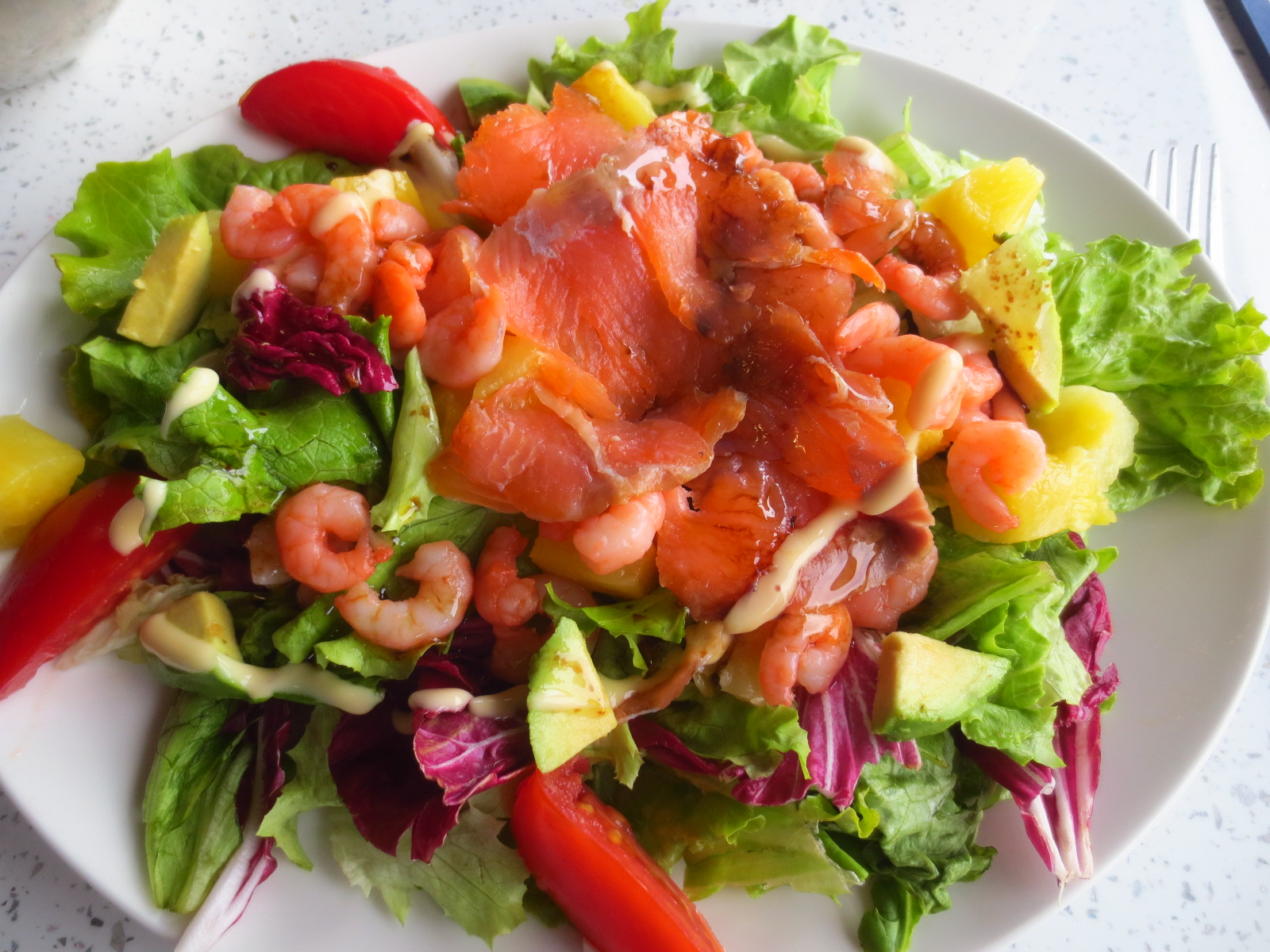
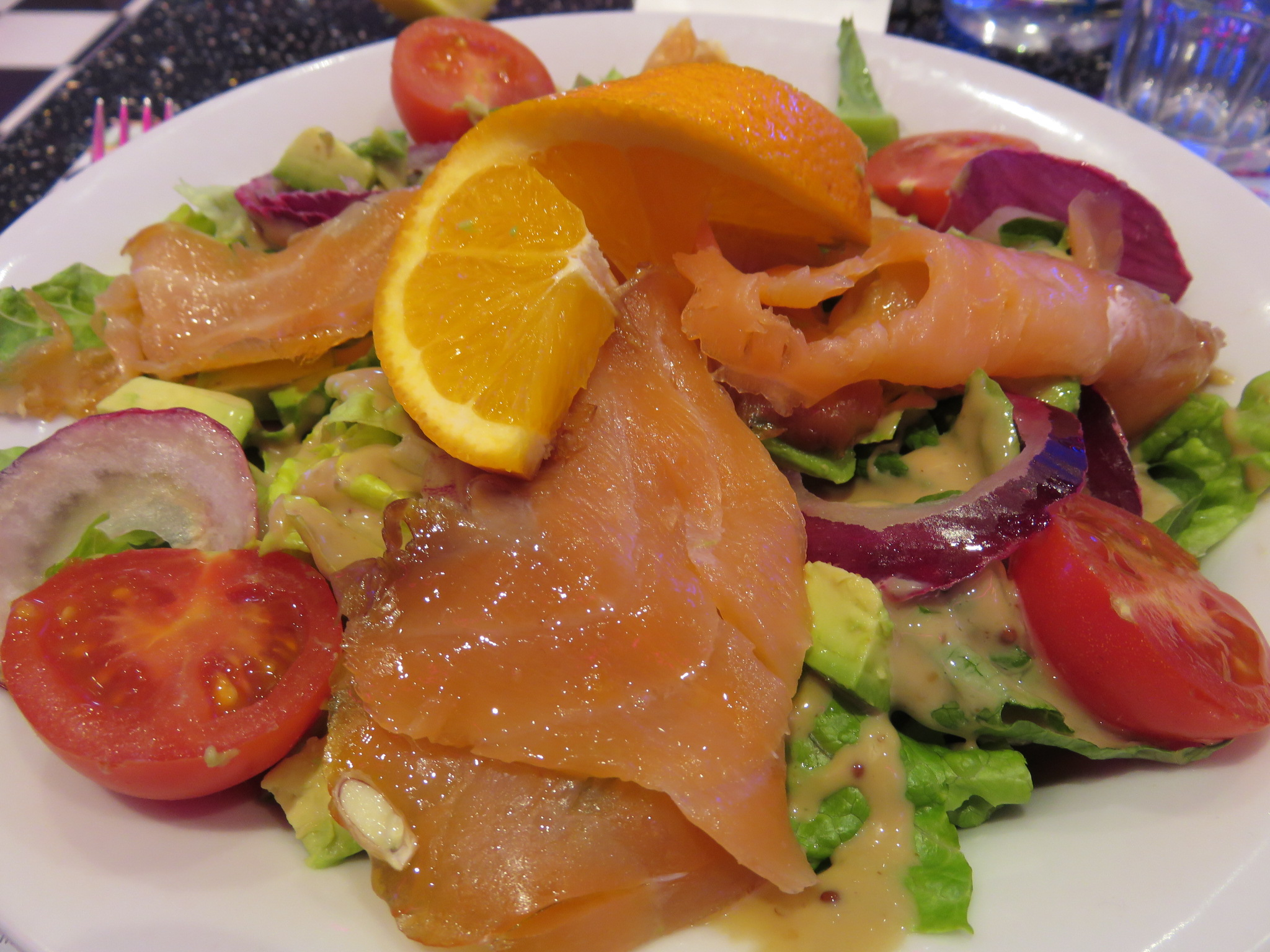
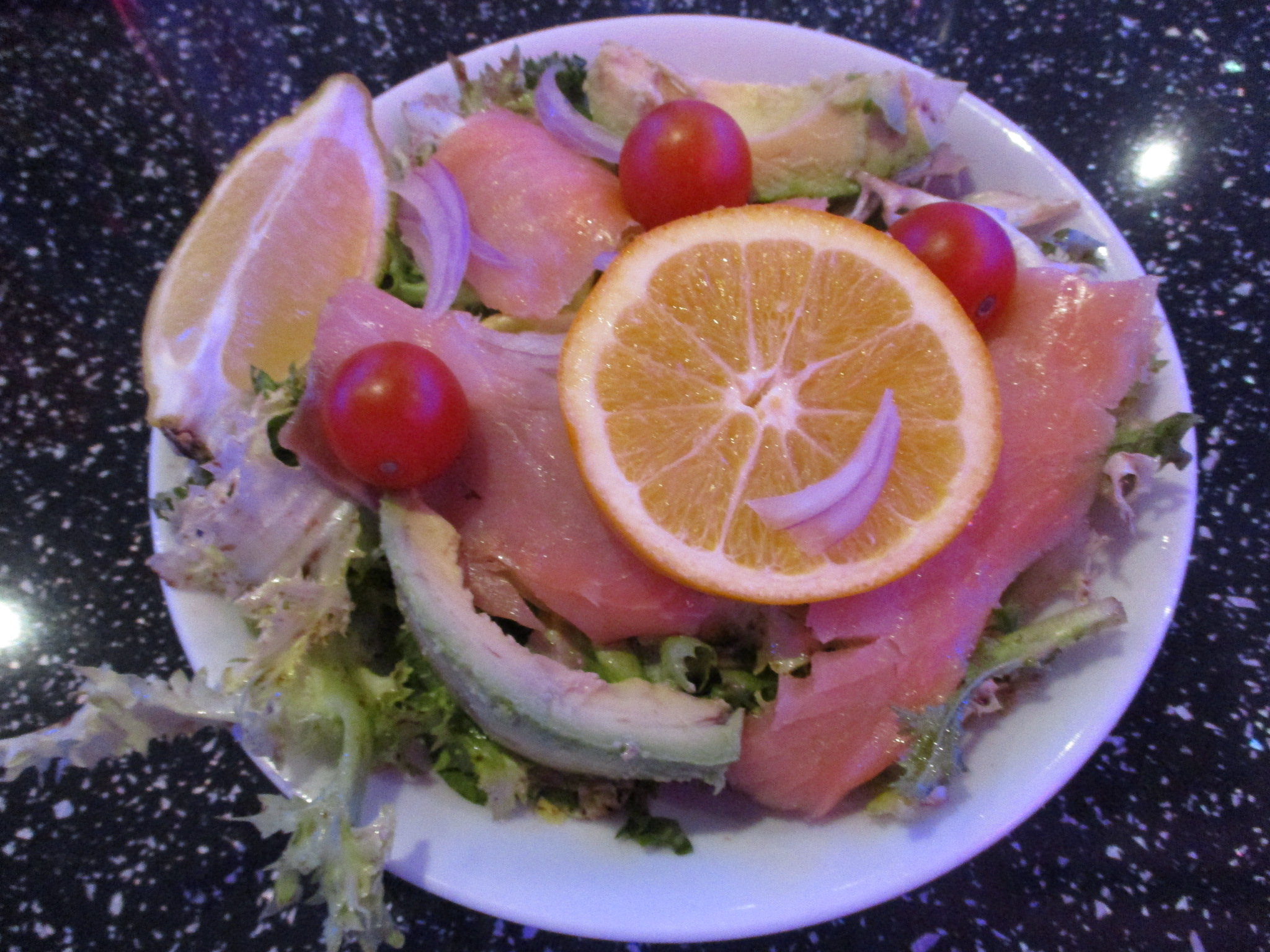

- tranches d'ananas ou de pamplemousse, de mandarine ou d'orange et d'avocat
- tranches de saumon frais ou fumé ou de thon frais ou miettes, une boîte de chair de crabe ou des crevettes cuites
- assaisonnements : vinaigrette, mayonnaise, ketchup et piment de Cayenne ou sauce Tabasco.